# Paysandú (departman)
Departman Paysandú departman je u zapadnom dijelu Urugvaja. Graniči s departmanom Saltom na sjeveru, Tacuarembóm na istoku,  Río Negro na jugu. Sjedište departmana je grad Paysandú. Rijeka Urugvaj ga odvaja od Argentine. Prema popisu stanovništva iz 2011. godine, departman ima 113.124 stanovnika.

## Stanovništvo i demografija
Prema popisu stanovništva iz 2011. godine na području departmana živi 113.124 stanovnika (55.361 muškaraca i 57.759 žena) u 42.849 kućanstava.
- Prirodna promjena: 0.250 ‰
  - Natalitet: 16,84 ‰
  - Mortalitet:  8,34  ‰
- Prosječna starost: 30,8 godina
  - Muškarci: 29,1 godina
  - Žene:  32,7 godina
- Očekivana životna dob: 77,03 godine
  - Muškarci: 73,78 godine
  - Žene: 80,67 godine
- Prosječni BDP po stanovniku: 9.457 urugvajskih pesosa mjesečno

- Izvor: Statistička baza podataka 2010.[2]

| Grad                | Stanovništvo |
| ------------------- | ------------ |
| Paysandú            | 76.412       |
| Nuevo Paysandú      | 8.578        |
| Guichón             | 5.039        |
| Chacras de Paysandú | 3.965        |
| Quebracho           | 2.853        |
| San Félix           | 1.718        |
| Porvenir            | 1.159        |
| Tambores            | 1.111        |
| Piedras Coloradas   | 1.094        |

| Naselje        | Stanovništvo |
| -------------- | ------------ |
| Lorenzo Geyres | 774          |
| Chapicuy       | 735          |
| Gallinal       | 700          |
| Orgoroso       | 583          |
| Merinos        | 528          |
| Beisso         | 399          |
| Casablanca     | 343          |
| Esperanza      | 340          |
| Cerro Chato    | 333          |
| Constancia     | 331          |

## Vanjske poveznice
- (šp.) Departman Paysandú - službene stranice  Arhivirana inačica izvorne stranice od 11. travnja 2022. (Wayback Machine)